# マルティナ・カールス
マルティナ・蝶野・カールスは、ドイツ出身のARISTRISTのファッションデザイナー。プロレスラー蝶野正洋の妻である。

## 経歴
ドイツ・ブレーメン出身。
1987年、ヨーロッパ遠征中だった蝶野正洋とホームパーティーで出会う。その翌日から蝶野がマルティナのバイト先に毎日花を持って行き、片言の英語で猛アタック。その後、蝶野はアメリカを転戦することとなったが、マルティナも後に渡米。蝶野がビザの関係で日本に帰国する1991年に2人は結婚した。
1994年9月、ヒールターンした蝶野の為に黒を基調とした新しいリングコスチュームを作り、「黒のカリスマ」誕生の一助となった。
2000年からは蝶野と共にファッションブランド「アリストトリスト」を立ち上げ。デザイナーとして活動している。2006年7月に長男を、2009年8月には長女を出産した。
2020年12月31日から2021年1月1日にかけて放送された、絶対に笑ってはいけない大貧民GoToラスベガス24時!に蝶野と出演し、話題となった。